# مهر (إيران)
مهر (بالفارسية: مهر) هي مدينة تقع في إيران في Central District of Mohr County. يقدر عدد سكانها بـ 6,188 نسمة .

## أعلام
- عباس حسن المهري
- عبد الواحد الموسوي اللاري